# Карцев, Кузьма Евгеньевич
Кузьма́ Евге́ньевич Ка́рцев (14 ноября 1904 года, дер. Большое Возьмище, Поречский уезд, Смоленская губерния — неизвестно) — советский военный деятель, полковник (1942 год).

## Начальная биография
Кузьма Евгеньевич Карцев родился 14 ноября 1904 года в деревне Большое Возьмище Поречского уезда Смоленской губернии.
С декабря 1925 года работал на должностях заместителя председателя и председателя сельсовета в Волоковая ныне Смоленского района (Смоленская область).

## Военная служба

### Довоенное время
В октябре 1926 года призван в ряды РККА, однако получил отсрочку с зачислением в переменный состав 190-го стрелкового полка (4-я стрелковая дивизия, Белорусский военный округ). В мае 1927 года Карцев был переведён в постоянный состав этого же полка и в сентябре того же года направлен на учёбу в Иваново-Вознесенскую пехотную школу и во время учёбы с декабря 1929 года исполнял должность командира взвода. После окончания школы в апреле 1930 года направлен в 15-й отдельный пулемётный батальон (Ленинградский военный округ), где служил на должностях командира взвода, помощника командира по политической части и командира учебного взвода.
В октябре 1931 года назначен на должность командира роты, а затем — на должность командира учебной роты в составе 17-м отдельном пулемётном батальоне.
В апреле 1933 года Карцев направлен на учёбу в Военную академию имени М. В. Фрунзе, после окончания которой в октябре 1936 года был зачислен в распоряжение разведывательного управления РККА и в ноябре того же года назначен на должность назначен на должность помощника начальника, а в октябре 1937 года — на должность начальника пограничного разведывательного пункта разведотдела Ленинградского военного округа, в июле 1938 года назначен на должность начальника отделения разведотдела штаба Среднеазиатского военного округа, а в феврале 1939 года — на должность заместителя начальника разведотдела штаба Забайкальского военного округа, после чего принимал участие в боевых действиях на реке Халхин-Гол.
Во время Советско-финской войны Карцев направлен на Северо-Западный фронт, где принимал участие в боевых действиях после назначения на должность заместителя начальника разведотдела фронта.
В июне 1940 года назначен на должность начальника разведотдела штаба 39-го отдельного стрелкового корпуса, дислоцированного в г. Ворошилов, в январе 1941 года — на должность старшего помощника начальника 1-го отделения оперативного отдела штаба 1-й Отдельной Краснознамённой армии, а в марте — на должность начальника штаба 92-й стрелковой дивизии.

### Великая Отечественная война
С началом войны находился на прежней должности.
92-я дивизия к 30 октября передислоцирована и включена в состав 4-й армии, после чего принимала участие в боевых действиях в ходе Тихвинской оборонительной и наступательной операций.
2 января 1942 года К. Е. Карцев был направлен в распоряжение военного совета 4-й армии и вскоре был назначен на должность начальника отдела боевой подготовки армии, а 11 января — на должность командира 288-й стрелковой дивизии, которая вела оборонительные боевые действия на плацдарме на р. Волхов в районе Водосье, Пертечино (Чудовский район, Новгородская область).
22 марта назначен на должность командира 382-й стрелковой дивизии, которая в составе 2-й ударной армии принимала участие в тяжёлых боевых действиях в районе Красная Горка, Глубочки во время Любанской наступательной операции. В начале апреля дивизия под командование К. Е. Карцева начала наступательные боевые действия на любанском направлении, однако в результате действий противника попала в окружение, в результате неудачных действий по выходу из которого полковник Карцев потерял связь со штабом армии, после чего с 25 июня дивизия начала движение по направлению на Любань.
14 июля в ходе боя Карцев получил контузию, после чего попал в плен и проходил лечение в лагерном госпитале на ст. Сиверская, а затем направлен в лагерь военнопленных в городе Ченстохова, в октябре 1942 года переведён в Нюрнберг, а затем был включен в состав рабочей команды в городе Херсбург.
В июне 1943 года вместе с шестью пленными бежал из плена, однако уже в июле был задержан, после чего содержался в тюрьме г. Табор, откуда был переведён в Освенцим, а в октябре 1944 года — в Бухенвальд, где в рамках подпольной работы Карцев руководил военной секцией славян — русских, чехов, югославов, которая владела стрелковым оружием, средствами связи, а также поддерживала связь с чешскими партизанами. В период с 11 по 14 апреля 1945 года славянская бригада под командованием полковника К. Е. Карцева вела боевые действия северо-западнее города Веймар в районе горы Бухенвальд. После подхода американских войск бригада разоружилась, а сам Карцев направился на сборный пункт города Цвикау, из которого был направлен в Кёнигсброк и затем — в Бауцен.

### Послевоенная карьера
После окончания войны Карцев прибыл в Козельск, где проходил проверку в составе 5-й запасной стрелковой дивизии (Смоленский военный округ), после окончания которой с декабря 1945 года находился в отпуске.
В мае 1946 года назначен на должность старшего преподавателя тактики Московских курсов усовершенствования офицеров пехоты Красной армии, в марте 1948 года — на должность преподавателя, а в октябре 1951 года — на должность старшего преподавателя общевойсковой подготовки военной кафедры Воронежского государственного медицинского института.
Полковник Кузьма Евгеньевич Карцев в апреле 1955 года вышел в запас.

## Награды
- Орден Ленина (03.11.1953)[3]
- Орден Красного Знамени (06.11.1947)[3]
- Орден Красной Звезды
- Медаль За боевые заслуги (11.04.1940)[4]
- Медаль За оборону Ленинграда (22.12.1942)[3]
- Медаль За победу над Германией в Великой Отечественной войне 1941—1945 гг. (09.05.1945)[3]